# Mer intérieure d'Aso
La mer d'Aso (阿蘇海, Asokai, ou Aso no Umi) est une mer intérieure située entre la ville de Miyazu, et la ville de Yosano (district de Yosa, préfecture de Kyoto). Elle est séparée de la mer du Japon par la baie de Miyazu, et par la bande de sable d'Amanohashidate. Sa superficie est équivalente à 500 hectares et sa profondeur maximale est égale à 14 mètres. La mer d'Aso est alimenté par la rivière Noda, qui se jette dans la baie intérieure. L'unique connexion avec la baie de Miyazu se fait par le détroit de Monju (Monju Kirido), situé au sud d'Amanohashidate.

## Pêche et environnement
La salinité de la mer d’Aso est équivalente à deux tiers de la salinité des océans.
La mer d'Aso est plus étroite au centre et s'élargit sur les bords. La mer forme des tourbillons dans la partie centrale et à l'est de la mer en tournant dans le sens horaire, tandis que les courants dans la partie ouest tournent dans le sens anti-horaire. Le seul endroit où l'eau peut se déverser hors de la mer, dans la baie de Miyazu, se situe à la pointe sud du banc de sable d'Amanohashidate sur la côte est du lac. Lors des marées haute, l'eau de mer s'écoule à l'intérieur de la d'Aso.
L'industrie de la pêche dans la mer d'Aso s'effectue principalement sur la rive nord, dans la région de Mizojiri. Les sardines locales sont connues sous le nom de Kintaru-iwashi (sardines de tonneau d'or) et sont considérées comme une spécialité locale.

## Pollution de l'eau

### Situation actuelle
La mer intérieur de Aso a longtemps été une mer et une lagune riches en nutriments. Malgré la présence d'Amanohashidate connue par sa classification comme une des trois vues les plus célèbres du Japon, elle a connu de graves problèmes de détérioration de la qualité de l'eau pendant l'ère Edo et la période après guerre. Avec la croissance économique rapide une prise en compte des problèmes environnementaux, les problèmes de pollution ont attiré l'attention. Cependant dans les années 2000, aucune amélioration n'a été faite pour améliorer le niveau de pollution de l’eau dans la baie de Miyazu, aux abords d'Amanohashidate. Les zones les plus éloignées de la mer : la baie de Wakasa, la mer d’Aso et la baie de Miyazu, souffre de l’eutrophisation et de la pollution organique les plus graves alors même que des normes sur l'azote et le phosphore existe.

### Causes
L’une des causes évoquées est une mauvaise circulation due aux boues accumulées au fond et au reflux. En été, une différence de température se forme où l'eau chaude à la surface et l'eau froide en dessous se rencontrent (la thermocline), provoquant une réduction du niveau d'oxygène dans le fond du lac.

### Solutions envisagées et leurs effets
Le réseau d'assainissement dans le bassin de la rivière Noda est en cours de développement depuis le début des années 1990, et le nombre de ménages raccordés au réseau dans le bassin a atteint environ la moitié de la population en 2008. Cependant, le niveau DBO de la rivière Noda n'a pas suffisamment diminué. Depuis, aucun record n'a été battue dans les années 2000 en teneur de DCO  . Au cours de la  période, la DCO a continué d’augmenter, et il n’y a eu aucune amélioration du taux de phosphore ou de l'azote contenue dans la mer.

## Liens
1. 1 2  京都府, « 環境面からみた現況 » (consulté le 27 mars 2025)

## Sujets annexes
- Amanohashidate
- Liste des lacs du Japon